# 26 octobre 1988
Le mercredi 26 octobre 1988 est le 300e jour de l'année 1988.

## Naissances
- Artem Chebotarev, boxeur russe
- Christódoulos Kolómvos, joueur grec de water-polo
- Greg Zuerlein, patineur artistique américain
- Lynel Kitambala, footballeur français
- Manuel Seidl, footballeur autrichien
- Nicolás Sánchez, joueur argentin de rugby à XV
- Quentin Urban, kayakiste français
- Vicky Longley, actrice britannique
- Vincent Cavard, rameur français
- Vincenzo Capelli, rameur italien

## Décès
- Pierre Nougaro (né le 27 avril 1904), père de Claude Nougaro
- Walter Gerstenberg (né le 26 décembre 1904), musicologue allemand

## Événements
- Fin de la Copa Libertadores 1988
- Création de la Gauley River National Recreation Area